# Karol Schein
Karol Schein (ur. 1911 w Turce nad Stryjem, zm. 1973 w Hajfie) – polski lekarz pochodzenia żydowskiego, profesor chirurgii wojskowej, kierownik katedry ortopedii i traumatologii Łódzkiej Akademii Medycznej, główny chirurg Wojska Polskiego, dyrektor kliniki w Hajfie.
Pochodził z niezamożnej rodziny, w wieku 5 lat utracił ojca. Rozpoczął naukę w chederze. Dopiero od roku 1920 dzięki pomocy starszego brata, prowadzącego przedsiębiorstwo w Pradze, mógł uczyć się w polskim gimnazjum.
Ze względu na ograniczenia na polskich uniwersytetach Karol Schein rozpoczął w roku 1929 studia medyczne na Uniwersytecie Karola w Pradze. Został członkiem partii komunistycznej. Po ukończeniu studiów w roku 1935 powrócił do Polski i rozpoczął pracę w szpitalu żydowskim we Lwowie.
Po przyłączeniu Lwowa w roku 1939 do ZSRR został chirurgiem-asystentem w klinice uniwersyteckiej.
Po wkroczeniu wojsk niemieckich w czerwcu 1941 Karol Schein został powołany do Armii Czerwonej i znalazł się w głębi Rosji, skąd został skierowany do frontowego szpitala. Pracując w polowych warunkach, szybko nabrał doświadczenia.
W roku 1943 został wcielony do tworzonego w ZSRR Wojska Polskiego i w jego szeregach w roku 1945 zakończył szlak bojowy w Berlinie.
W roku 1948 został skierowany przez Światową Organizację Zdrowia na praktykę w USA. W tym czasie zmienił nazwisko na Szejniewicz. Pracował w klinice Mayo w Rochester.
Po powrocie w roku 1949 objął kierownictwo szpitala na wyspie Wolin, gdzie leczył uchodźców z Grecji, rannych w wojnie domowej.
W roku 1951 został powołany na profesora chirurgii i kierownika oddziału ortopedii i traumatologii Akademii Medycznej w Łodzi.
W roku 1953 został mianowany naczelnym chirurgiem Ludowego Wojska Polskiego. W następnym roku odszedł z wojska i rozpoczął pracę jako kierownik oddziału ortopedycznego w szpitalu w Warszawie. W roku 1958 wyemigrował do Izraela, gdzie znalazł pracę chirurga w poliklinice, od 1961 jej dyrektora.
Był autorem wielu podręczników chirurgii i prac naukowych.